# 小河镇 (城固县)
小河镇，是中华人民共和国陕西省汉中市城固县下辖的一个乡镇级行政单位。
2011年，小河镇下辖15个村，面积132平方公里，总人口4724人，镇政府驻地——小河村。同年，汉中市人民政府向陕西省人民政府申请，将盘龙乡（下辖12个村，面积326平方公里，总人口2906人，驻地盘龙村），整建制归入小河镇。并入后，共辖27个村。政府驻地仍为小河村。

## 行政区划
小河镇下辖以下地区：
高新村、小河村、朝阳村、沙坪村、天池村、长坝湾村、桃源村、柳树店村、大坝村、高溪村、铁炉湾村、五郎河村、砖溪村、刘家沟村、汝家沟村、长坝村、北溪村、团结村、三元村、白果村、盘龙村、景花村、先锋村、石槽河村、漆树坝村、马家河村和中文村。